# Boris Milošević (Schiedsrichter)
Boris Milošević (* 15. Mai 1978) ist ein kroatischer Handballschiedsrichter.
Gemeinsam mit seinem Gespannpartner Matija Gubica ist Milošević bei großen internationalen Turnieren im Einsatz, darunter bei der Weltmeisterschaft 2009 in Kroatien, bei der Weltmeisterschaft 2013 in Spanien, der Europameisterschaft 2014 in Dänemark, der Weltmeisterschaft 2015 in Katar, der Europameisterschaft 2016 in Polen,  der Europameisterschaft 2018 in Kroatien, der Weltmeisterschaft 2019 in Dänemark und Deutschland, der Europameisterschaft 2020 in Norwegen, Österreich und Schweden, der Weltmeisterschaft 2021 in Ägypten, der Europameisterschaft 2022 in Ungarn und der Slowakei sowie bei der Weltmeisterschaft 2023 in Polen und Schweden.
Gubica und Milošević leiteten unter anderem das Europameisterschafts-Finale 2018 zwischen Spanien und Schweden (29:23) sowie das Weltmeisterschafts-Finale 2019 zwischen Dänemark und Norwegen (31:22).